# Saint-Python
 Saint-Python là một xã ở tỉnh Nord ở miền bắc nước Pháp. Xã này có diện tích 7,43 km², dân số năm 1999 là 1041 người. Khu vực này có độ cao trung bình 85 mét trên mực nước biển.